# Neodiphthera tennenti
Neodiphthera tennenti is een vlinder uit de familie nachtpauwogen (Saturniidae), onderfamilie Saturniinae.
De wetenschappelijke naam van de soort is voor het eerst geldig gepubliceerd door Naessig & Lemaire in 2002.